# Eleccions a Madrid durant la Segona República Espanyola

Durant la Segona República va haver-hi quatre processos electorals de caràcter nacional: tres a Corts i un per a elecció de compromissaris per triar al President de la República.

El 1930, Madrid era la capital d'Espanya. Amb els seus 952 832 habitants era la segona ciutat en població del país (després de Barcelona, que sobrepassava lleugerament el milió d'habitants). Encara que des de la fi de l'Antic Règim i l'adveniment de l'Estat liberal s'havien dut a terme nombrosos processos electorals a Espanya, els anys de la Segona República van constituir un període excepcional durant el qual l'activitat política va adquirir una intensitat inusitada. Això va anar així perquè la proclamació de la República va suposar l'adveniment de les masses a la vida pública, un procés que la dictadura de Primo de Rivera havia tractat d'impedir i que havia conclòs amb un fracàs, que primer va acabar amb la mateixa dictadura i que finalment, mitjançant les eleccions municipals del 12 d'abril de 1931, va portar a un canvi de règim. D'altra banda, les eleccions de l'època republicana van ser més netes i van reflectir el fet de sentir del país molt millor que les de la monarquia. Malgrat tractar-se d'una època de creixent radicalització i inestabilitat política, que va finalitzar en una guerra civil, el període comprès entre 1931 i 1936 va ser el període democràtic més perllongat del que va gaudir Espanya abans de la reinstauració del règim democràtic en la dècada de 1970, duent-se a terme quatre processos electorals directes d'àmbit estatal.
Els partits polítics atorgaven una gran importància a les eleccions a Madrid, en tractar-se de la capital de l'Estat, presentant als seus líders i figures més representatives per aquesta circumscripció. D'acord amb la legislació electoral, la ciutat de Madrid formava una única circumscripció electoral, separada de la seva província, en la qual durant tot el període republicà es va donar el triomf de les candidatures republicanes i d'esquerres, gairebé sempre en grans coalicions, magnificades per la llei electoral, fins i tot quan la tendència en la resta d'Espanya era contrària: Conjunció Republicà-Socialista en 1931 i Front Popular en 1936, però PSOE en 1933 (mentre que en la resta d'Espanya va ocórrer justament el contrari, amb el triomf de les candidatures radicals i cedistes). Diputats per Madrid van ser ministres, presidents de les Corts, com Julián Besteiro o Diego Martínez Barri, del Consell de Ministres, com Manuel Azaña, Alejandro Lerroux, Francisco Llarg Caballero, Juan Negrín o Rodolfo Llopis (en l'exili), o de la República, com el mateix Azaña.